# Área metropolitana de Asturias
El Área Metropolitana de Asturias es la conurbación de las áreas urbanas que forman los concejos de la zona central del Principado de Asturias en España. Ninguno de los municipios que la forman es con claridad su municipio principal, sino que tiene tres centros articuladores: Oviedo, Gijón y Avilés. Se trata, por tanto, de un área policéntrica, siendo la novena de España en número de habitantes.
El Ministerio de Fomento incluye 18 municipios en el área:
Gijón, Oviedo, Avilés, Siero, Langreo, Mieres, Castrillón, San Martín del Rey Aurelio, Corvera de Asturias, Llanera, Carreño, Gozón, Noreña, Morcín, Riosa, Las Regueras, Ribera de Arriba e Illas.
Con datos del padrón municipal de habitantes de 2024, el Ministerio de Transportes, Movilidad y Agenda Urbana delimita las áreas metropolitanas como Grandes Áreas Urbanas (GAU). La de Asturias contaba con una población de 799.787 habitantes y con una densidad de población de 547 hab/km².
| Nº Municipios | Superficie (Km²) | Población | Densidad (Hab./Km²) |
| ------------- | ---------------- | --------- | ------------------- |
| 18            | 1.462,90         | 799.787   | 547                 |

Históricamente se ha caracterizado por ser un importante foco industrial (industria metalúrgica, siderúrgica, farmacéutica, eléctrica...) del que ha heredado una importante red de ferrocarriles, con varias líneas de trenes de Renfe Cercanías entre los distintos núcleos y áreas industriales, que conforma actualmente un elemento vertebrador del área metropolitana junto con la autopista «Y», inaugurada en 1976, formada por el tramo Gijón-Oviedo de la Autovía Ruta de la Plata (A-66) y el tramo Gijón-Avilés de la Autovía del Cantábrico (A-8), y que ha permitido la comunicación entre las ciudades de una forma muy rápida. Otros municipios del centro (especialmente Siero) y los de las Comarcas Mineras (especialmente Langreo y Mieres) completan esta área. A esta autopista mencionada se unen además la Autovía Industrial (AS-II) que conecta más directamente Gijón, Llanera y Oviedo y la Autovía Minera (AS-I) que une los concejos de Gijón, Siero, Langreo y Mieres. 
Otros proyectos vertebradores del área son el Metrotren de Asturias y la Autovía del Acero (AS-III), paralizados por problemas presupuestarios en la actualidad.

## Historia
En 2016 el Gobierno del Principado de Asturias lanzó una propuesta para la configuración de un espacio denominado Área Metropolitana de Asturias formado por 29 concejos, sujeto a unas mismas directrices subregionales y con un consorcio y un consejo metropolitanos. Los 29 municipios eran: Aller, Avilés, Bimenes, Candamo, Carreño, Castrillón, Corvera, Gijón, Gozón, Grado, Illas, Langreo, Laviana, Lena, Llanera, Mieres, Morcín, Muros de Nalón, Nava, Noreña, Oviedo, Las Regueras, Ribera de Arriba, Riosa, San Martín del Rey Aurelio, Sariego, Siero, Soto del Barco y Villaviciosa. Con una superficie de 3.047,99 km², incluía el 85,2% de la población de Asturias en 2015.
En 2018 el Ministerio de Fomento incluyó 18 municipios en el área:
Gijón, Oviedo, Avilés, Siero, Langreo, Mieres, Castrillón, San Martín del Rey Aurelio, Corvera de Asturias, Llanera, Carreño, Gozón, Noreña, Morcín, Riosa, Las Regueras, Ribera de Arriba e Illas. Todos ellos incluidos en la delimitación autonómica de 2016, pero excluyendo Aller, Bimenes, Candamo, Grado, Laviana, Lena, Muros de Nalón, Nava, Sariego, Soto del Barco y Villaviciosa.
En el Boletín Oficial del Principado de Asturias N.º 62, del viernes 29 de marzo de 2019, se publicó la Resolución de 21 de marzo de 2019, de la Consejería de Presidencia y Participación Ciudadana, por la que se ordenó la publicación del Convenio Marco de Colaboración entre la Administración del Principado de Asturias, a través de la Consejería de Infraestructuras, Ordenación del Territorio y Medio Ambiente, y los Ayuntamientos de Gijón, Avilés, Siero, Mieres y Langreo para el desarrollo institucional del Área Metropolitana de Asturias.